# Звено
Звено (бугарски: Звено) је била бугарска војна и политичка организација, основана од стране официра бугарске војске 1927. године. Повезана је са новинама тог имена.

## Историја
Чланови Звена нису били фашисти, али су се ипак залагали за државну и корпоративну економију и били су против политичких партија. Звено је био уско везан за тзв. Војну лигу, организацију која је стајала иза државног удара из 1923. године у коме је страдао премијер Александар Стамболијски. Године 1934. про-звеновски официри, попут пуковника Дамјана Велчева и Кимона Георгијева, преузели су власт државним ударом. Георгијев је постао премијер. Расформиране су све странке и синдикати и отворено је нападнут ВМРО. Звеновска влада увела је корпоративну економију, сличну оној у Италији под председништвом Бенита Мусолинија. Краљ Борис III, противник Звена, предводио је државни удар преко монархистичких чланова Звена, на челу са Пенчом Златевим, који је постао премијер јануара 1935. године. Априла месеца исте године заменио га је цивил Андреј Тошев, такође монархиста. Звено се залагао за савез са Француском и уједињење са Југославијом. Звено се 1943. године придружио покрету отпора против сила Осовине, Отачаственом фронту. Фронт је септембра 1944. године организовао државни удар. Георгијев је постао премијер, а Велчев министар одбране. Они су потписали споразум о прекиду ватре са Совјетским Савезом. Велчев је 1946. године поднео оставку у знак протеста против комунистичких акција, док је Георгијева наследио комунистички вођа Георги Димитров. Бугарска је постала Народна Република. Звено је 1949. године расформиран, али је Георгијев остао у влади до 1962. године.